# Palcazu (distrito)
Palcazu é um distrito do Peru, departamento de Pasco, localizada na província de Oxapampa.

## Transporte
O distrito de Palcazu é servido pela seguinte rodovia:
- PA-109, que liga o distrito à cidade de Villa Rica
- PE-5N, que liga o distrito de Chanchamayo (Região de Junín) à Ponte Integración (Fronteira Equador-Peru) - e a rodovia equatoriana E682 - no distrito de Namballe (Região de Cajamarca) [2][3][4]